# Sussi Bech
Sussi Bech, född 1958 i Birkerød, är en dansk serieskapare och illustratör. Hon är mest känd för äventyrsserien Nofret(da), som utspelas i och runt Egypten på 1300-talet f.Kr.; serien har utkommit i 14 album och har översatts till svenska, franska, holländska och indonesiska.
Flera andra av Sussi Bechs serier utspelas i Mellanöstern-miljö, inklusive Dalila den Drevne, Zainab och Aida Nur. Sedan 2009 tecknar hon tillsammans med sin man Frank Madsen satirserien Eks Libris för Weekendavisen.
Sussi Bech har varit ordförande för branschföreningen Danske Tegneserieskabere vid flera tillfällen, senast under perioden 2015–2025.

## Biografi

### Bakgrund och tidiga serier
Bech tog som 24-åring (1983 examen vid Danmarks Designskole i Köpenhamn, som då hette Skolen for Brugskunst. Under studietiden påbörjade hon flera Tintin-påverkade albumhistorier med miljön hämtad från Tusen och en natt-värld, men kryddade med Bechs egna idéer och studier om 800-talets Bagdad, dess dräkter och byggnader. Dalila den drevne (två album i svart-vitt) utkom först 1993. Den fria fortsättningen Zainab producerades i färg och blev Bechs första publicerade serie när den kom som söndagsföljetong i Berlingske Tidende och därefter 1985 publicerades som album på förlaget Interpresse. Den första upplagan av albumet på 10 000 exemplar sålde slut på mindre än tre veckor, och ytterligare 5 000 exemplar fick lov att tryckas.

### Nofret
Sedan 1986 har Bech koncentrerat sina serier på det gamla Egypten, om Nofret (ursprungligen benämnd Nefer). Namnbytet från Nefer till Nofret skedde på grund av att Bech ursprungligen hade döpt sin huvudkaraktär till "Nefer" efter karaktären Nefernefernefer i Mika Waltaris roman Sinhue egyptiern, men efter att hon blivit kontaktad av en person som sa sig ha döpt sitt företag efter samma karaktär och tagit copyright på namnet så blev Bech tvungen att byta namnet då förlaget hotades med stämning.
Nofret är kretensisk prinsessa från minoiska riket. Hon och hennes syster Kiya hamnar av en händelse i Egypten på andra sidan havet, där de går olika öden till mötes. Kiya blir så småningom bihustru till Akhenaton och mor till Tutankhamon, medan Nofret är inblandad i diverse äventyrligheter som tar henne till ett antal historiska stater runt östra Medelhavet, inklusive Fenicien och Hettiternas rike.
I Nofret har Sussi Bech använt sitt intresse för det antika Egypten för att utveckla egna teorier kring omdebatterade sammanhang kring Akhenatons, Nefertitis och Akhenatons släktskap och liv. Serien var från början tydligt Tintin-påverkad men har med tiden fått en karaktär av realistiskt äventyrsberättande. Bech färglägger serien själv, numera på dator.
Nofret har också givits ut i svensk, fransk, nederländsk och indonesisk översättning. Berättelserna om Nofret har gått som följetong i en rad danska tidningar, bland andra Berlingske Tidende och Ekstra Bladet.
Albumen "Slave i Levanten" är ett "nummer 0", med förhistorien till seriens inledning; den volymen släpptes i september 2019 och inkluderas i en ny satsning i att sälja Nofret till utlandet. April 2022 publicerades volym 13, "Tutankhamon", med en avrundning till hela historien.

### Andra verk
Utöver Nofret har Bech utgivit flera andra serier. Det egyptiska intresset ledde bland annat till tvåbandsverket om äventyrerskan Aida Nur, inspirerad av Howard Carters upptäckt av Tutankhamuns grav i 1920-talets Egypten och placerad i hans samtid. Serien trycktes i B.T. och utkom som album 1991 och 1993. 1998 utgav Bogfabrikken Bechs serieversion av H.C. Andersens saga De vilde svaner.
År 2009 började Sussi serien Eks Libris. Serien är en litterär satir som författats av Sussis make Frank Madsen och som publicerats i tidningen Weekendavisen varje vecka. Sammanlagt sju samlingsalbum har utgivits med serien.
Dessutom har Bech illustrerat barnböcker, bland annat ett femtontal bilderböcker i serien Kaj og Andrea.
Med början 2017 återutges Sussi Bechs alla albumserier i tjocka samlingsvolymer, under titeln Sussi Bechs Samlede Værker. Utgivningen, på Bechs och Madsens eget förlag Eudor, inkluderar en mängd serier som länge varit ur tryck. Volymerna utges halvårsvis, och fram till hösten 2019 har den femte av totalt sju volymer utkommit. Samlingsutgivningen inkluderar en färglagd version av Bechs första albumserie Dalila den Drevne.

## Erkännande
Sussi Bech har tilldelats de danska barnbibliotekariernas kulturpris och danska seriebranschens främsta utmärkelse Ping-priset. 2015 fick hon motta en av de två internationella Adamsonstatyetter, utdelade av Svenska Serieakademin. 2017 fick hon Hanne Hansen-priset. Nofret har flera gånger utvalts som bästa tecknade serie och bästa seriefigur av kollegorna på de danska serieskaparnas årliga konvent.

### Nofret
0. 2019 – Slave i Levanten, Eudor
1. 1986 – Flugten fra Babylon, Carlsen
- 1991 – Flykten från Babylon, Carlsen (svenska)

2. 1987 – Amons gemalinde, Carlsen
- 1992 – Amons förbannelse, Carlsen (svenska)

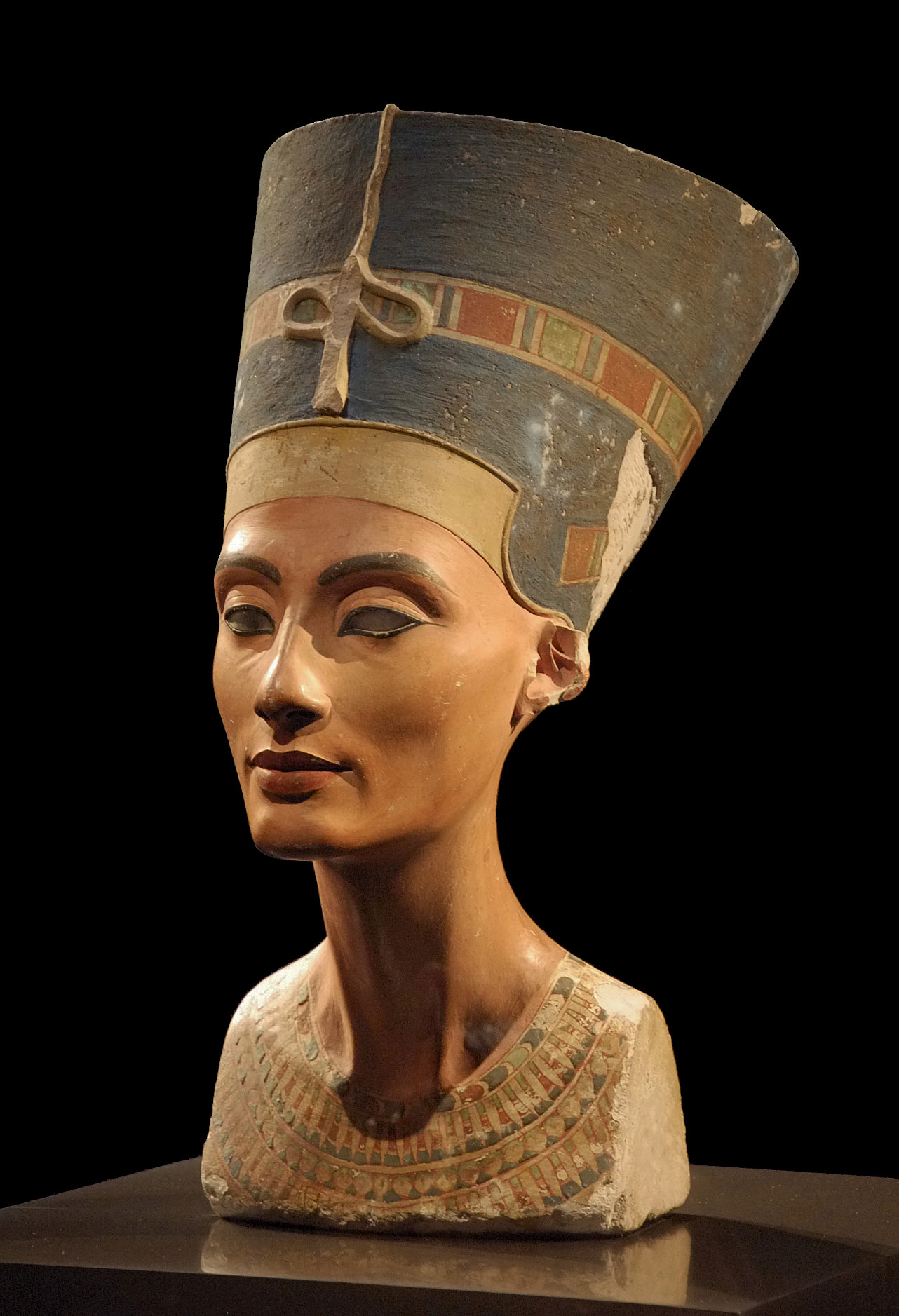
Bysten av Nefertiti, som dyker upp i den egyptologiskt intresserade Sussi Bechs Nofret.

3. 1988 – Kætterkongens hof, Carlsen
- 1993 – Nofret i Solgudens rike, Carlsen (svenska)

4. 1989 – Den sidste Minos, Carlsen
- 1994 – Den sista Minos, Carlsen (svenska)

5. 1991 –  Rejsen til Hattusas, Carlsen
- 1995 – Resan till Hattusas, Carlsen (svenska)

6. 1992 –  Den hemmelige traktat, Carlsen
- 1996 – Det hemliga fördraget, Carlsen (svenska)

7. 1993 –  Med døden om bord, Carlsen
8. 1995 –  Gravrøverne, Carlsen
9. 1998 –  Nattens hævner, Carlsen
10. 2001 –  Kiya, Carlsen
11. 2004 –  Bagholdet i Tempelsøen, Carlsen
12. 2011 –  Nilens fange, Faraos Cigarer
13. 2022 –  Tutankhamon, Eudor

### Eks Libris
- 2012 – #1. Problemer med Carsten Jensen-robotten i Zone 7!, Eudor
- 2013 – #2. Tænk på signalværdien! (manus av Mette Finderup), Eudor
- 2013 – #3 Jyderne er mægtig flinke... men stille!, Eudor
- 2013 – Mis med de store kugler (Eks Libris Special), Eudor
- 2014 – #4. Lotte går til parterapi!, Eudor
- 2015 – #5. Zenia Nyker genopliver Kulturrrrradikalismen, Eudor
- 2016 – #6. Finn Sysholm går i sort!, Eudor
- 2017 – #7. Bob Dylan svarer ikke, Eudor
- 2018 – #8. Dr. Lidegaard og Mr. Hyde, Eudor
- 2019 – #9. Hætten i hytten kan Halfdan få, Eudor
- 2020 – #10. Finn Sysholm sejrer, Eudor
- 2024 – Den store Finn Sysholm, Eudor

### Andra album
- 1982 – Hvor går du hen?, Undervisningsministeriet
- 1985 – Zainab, Interpresse
- 1991 – Aida Nur 1, Carlsen
- 1993 – Aida Nur 2, Carlsen
- 1993 – Fra Sussi Bechs arkiver: Dalila den drevne 1 – Ballade i Bagdad, Ultima
- 1993 – Fra Sussi Bechs arkiver: Dalila den drevne 2 – Tyven fra Cairo, Ultima 1993 (forhistorie til Zainab)
- 1998 – De vilde svaner, Bogfabrikken
- 2007 – Album om Egtvedpigen, NDMT
- 2020 – Ørsted – Han satte strøm til verden, Eudor
- 2023 – Københavnermysteriet, Eudor
- 2025 – Inge Lehmann – Jordens inderste kerne, Eudor

### Samlingsutgivning
Nedan listas alla de sju planerade volymerna i [Sussi Bechs] Samlede Værker, varav fem kommit ut fram till hösten 2019.
1. Dalila den Drevne (Forlaget Eudor, 2017)
2. Aida Nur (Forlaget Eudor, 2018)
3. Nofret – Samlede historier I (Forlaget Eudor, 2018)
4. Nofret – Samlede historier II (Forlaget Eudor, 2019)
5. Nofret – Samlede historier III (Forlaget Eudor, 2019)
6. Nofret – Samlede historier IV (Forlaget Eudor, 2020)
7. (Zainab, Egtved Pigen, De vilde svaner, index) (Forlaget Eudor, 2020)

### Illustrationer (urval)
- 1999 – Kaj og Andrea (ett 50-tal bilderböcker), Danmarks Radio[3]
- 2006 – Sanne og Sisyfos – og alle de andre, (bok om grekisk mytologi)
- 2007 – Emmy (bokserie av Mette Finderup)
- 2013 – Snus Mus (bilderböcker om musdetektiven Snus och hans sekreterare Bente, Förlaget Bolden)

## Priser och utmärkelser
- 1990 – Det danske Tegneseriekonvents pris (bästa seriefigur)
- 1990 – Det danske Tegneseriekonvents pris (bästa serie)
- 1990 – BØFA-priset
- 1992 – Det danske Tegneseriekonvents pris (bästa seriefigur)
- 1994 – Ping Priset
- 1995 – Det danske Tegneseriekonvents pris (bästa seriefigur)
- 2005 – Orla-priset för Kaj & Andrea – Hurra vi skal i skole (illustrationer, bästa bilderbok)
- 2006 – Årets Konstnär i Birkerød
- 2015 – Adamsonstatyetten
- 2017 – Hanne Hansen Prisen